# フランス国立管弦楽団

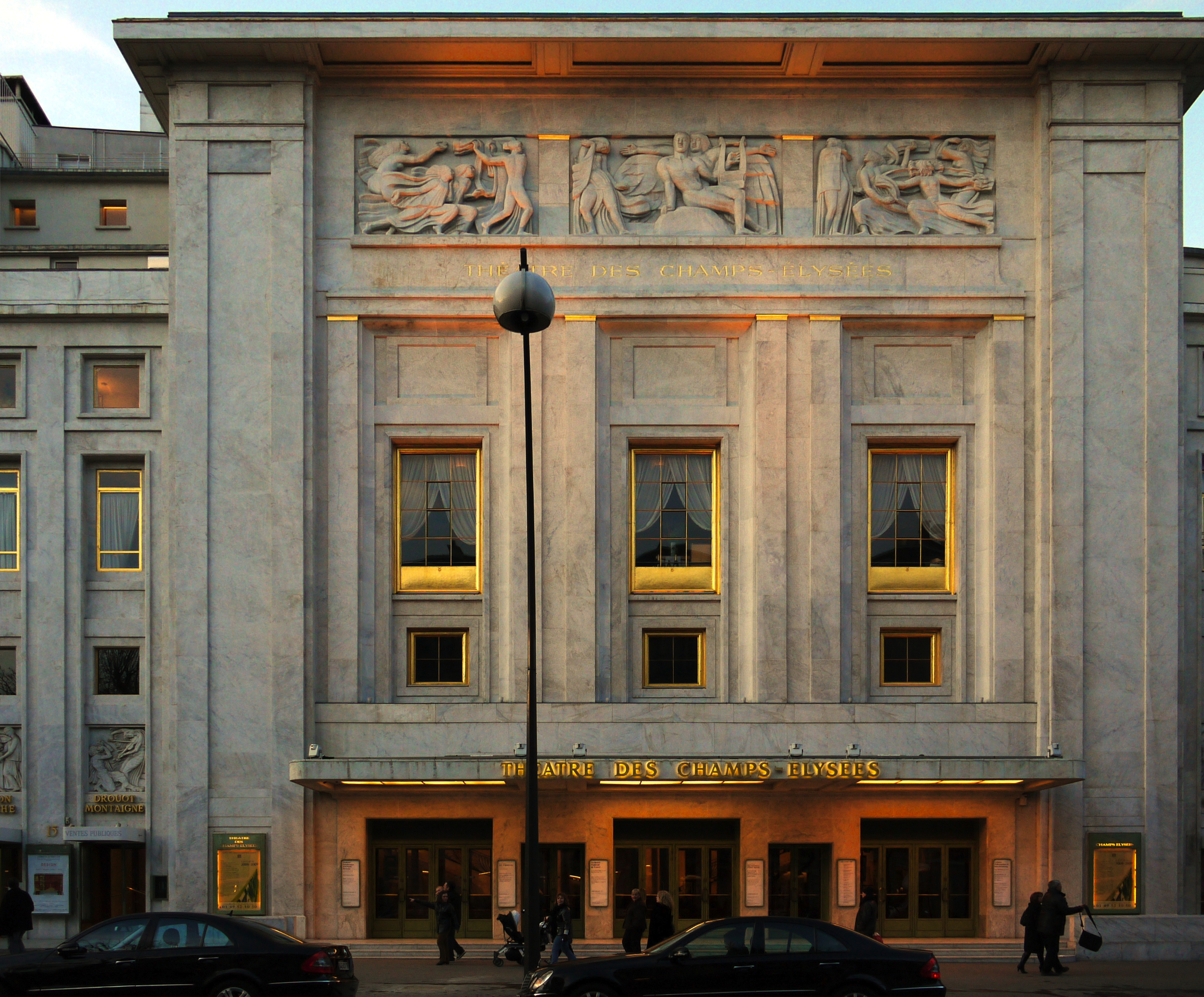
旧本拠地のシャンゼリゼ劇場

フランス国立管弦楽団（フランスこくりつかんげんがくだん、Orchestre national de France）は、パリ管弦楽団などと並ぶフランスの代表的なオーケストラの一つ。本拠地はラジオ・フランス・オーディトリアム。
名称が似通っているイル・ド・フランス国立管弦楽団（Orchestre national d'Île de France）や、同じくラジオ・フランスが管理・運営しているフランス(国立)放送フィルハーモニー管弦楽団（Orchestre philharmonique de Radio France）などと混同されることがあるが、両者とは設立当初から現在に至るまで全くの別団体である。

## 概要

### フランス国立放送管弦楽団時代
1934年2月18日、当時の郵政相ジャン・ミストラーの提唱により、フランス国立放送専属のオーケストラとして創立した。当初の名称は、「フランス国立放送管弦楽団（Orchestre national de la radiodiffusion Française）」である。デジレ＝エミール・アンゲルブレシュトを初代首席指揮者に迎えてスタートした。1948年シャルル・ミュンシュと6週間のアメリカ演奏旅行を行った。
1964年以降は「Orchestre national de l'ORTF」（ ORTF＝フランス放送協会）となる。1966年、シャルル・ミュンシュとジョルジュ・セバスティアンを指揮者として初来日した。1974年10月、創立40周年を迎え、セルジュ・チェリビダッケ指揮、アルトゥーロ・ベネデッティ・ミケランジェリ独奏の記念コンサートを開催した。コンサート、放送、録音に加えてオランジュ音楽祭などのピットにもしばしば入りオペラの経験も積んでいる。

### フランス国立管弦楽団時代
1975年、ORTFの組織が7つに分割され、ラジオ・フランスに管理・運営が移管されるに伴い、「フランス国立管弦楽団（Orchestre national de France）」と改称。チェリビダッケを初の音楽監督に迎え注目されたが一年足らずで辞任し、その後は常任を置かずにレナード・バーンスタインやロリン・マゼールが中心となり精力的にその空白期間を埋めた。1977年にマゼールが首席客演指揮者に就任し、翌1978年にこのコンビで来日した。

## 録音
放送局の運営するオーケストラということもあり、現代作品の演奏にも積極的でレパートリーも広く録音も豊富である。また歴代の首席指揮者・音楽監督が総じてフランス音楽を得意としていたことから、やはりフランス音楽の録音で名高い。とりわけジャン・マルティノンとのドビュッシーの管弦楽曲全集やサン＝サーンスの交響曲全集、ロリン・マゼールとのラヴェルの管弦楽曲集、シャルル・デュトワとのルーセルの交響曲全集などは、それらの中でも決定的な名盤の一つとして今なお高く評価されている。

## 歴代首席指揮者・音楽監督等
- デジレ＝エミール・アンゲルブレシュト（1934年 - 1946年）[2]
- マニュエル・ロザンタール（1946年 - 1950年）[2]
- ロジェ・デゾルミエール（1950年 - 1951年）[2]
- デジレ＝エミール・アンゲルブレシュト（1951年 - 1958年）[2]
- モーリス・ル・ルー（1960年 - 1968年）[2]
- ジャン・マルティノン（1968年 - 1974年）
- セルジュ・チェリビダッケ（首席客演指揮者：1973年 - 1975年[4]、音楽監督：1975年[3]）
- ロリン・マゼール（首席客演指揮者：1977年 - 1987年、音楽監督：1988年 - 1990年[4]）
- シャルル・デュトワ（音楽監督：1991年 - 2001年）[2]
- クルト・マズア（音楽監督：2002年 - 2008年[3]、名誉音楽監督：2008年 - ）
- ダニエレ・ガッティ（2008年 -2016年）[4]
- エマニュエル・クリヴィヌ（2017年[4] - 2020年）
- クリスティアン・マチェラル（英語版）（音楽監督：2020年9月 - ）[5][6]
- フィリップ・ジョルダン（音楽監督：2027年 - ） 次期音楽監督[7]